# 1928 en Saskatchewan
Chronologie de la Saskatchewan
- 1924
- 1925
- 1926
- 1927
- 1928
- 1929
- 1930
- 1931
- 1932

Cette page concerne des événements d'actualité qui se sont produits durant l'année 1928 dans la province canadienne de la Saskatchewan.

## Politique
- Premier ministre : James Garfield Gardiner
- Chef de l'Opposition :
- Lieutenant-gouverneur : Henri William Newlands
- Législature :